# Winnfeld

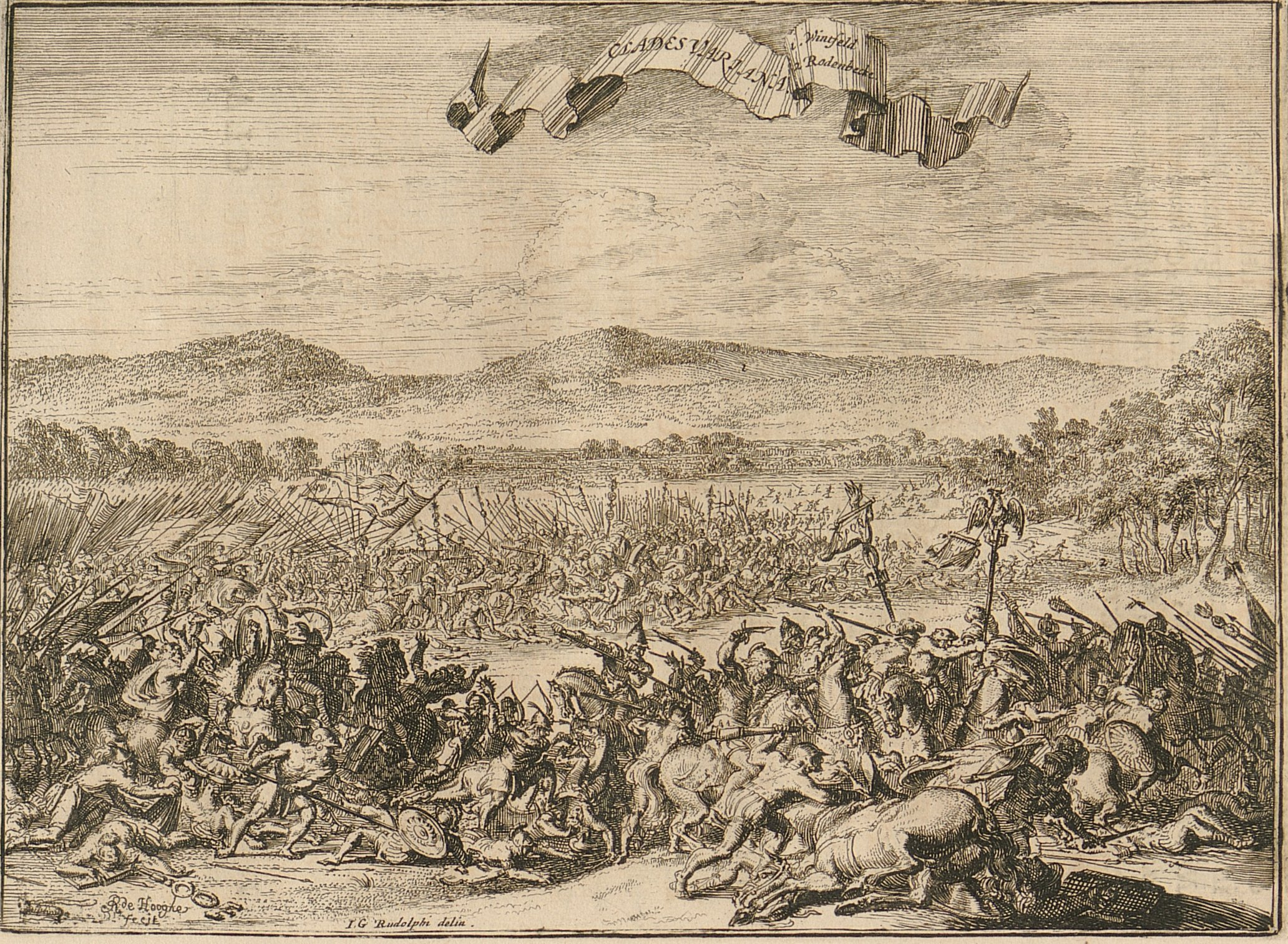
Kupferstich von Romeyn de Hooghe, 1672 (das Wintfeld ist bei der Zahl 1 im Hintergrund markiert)

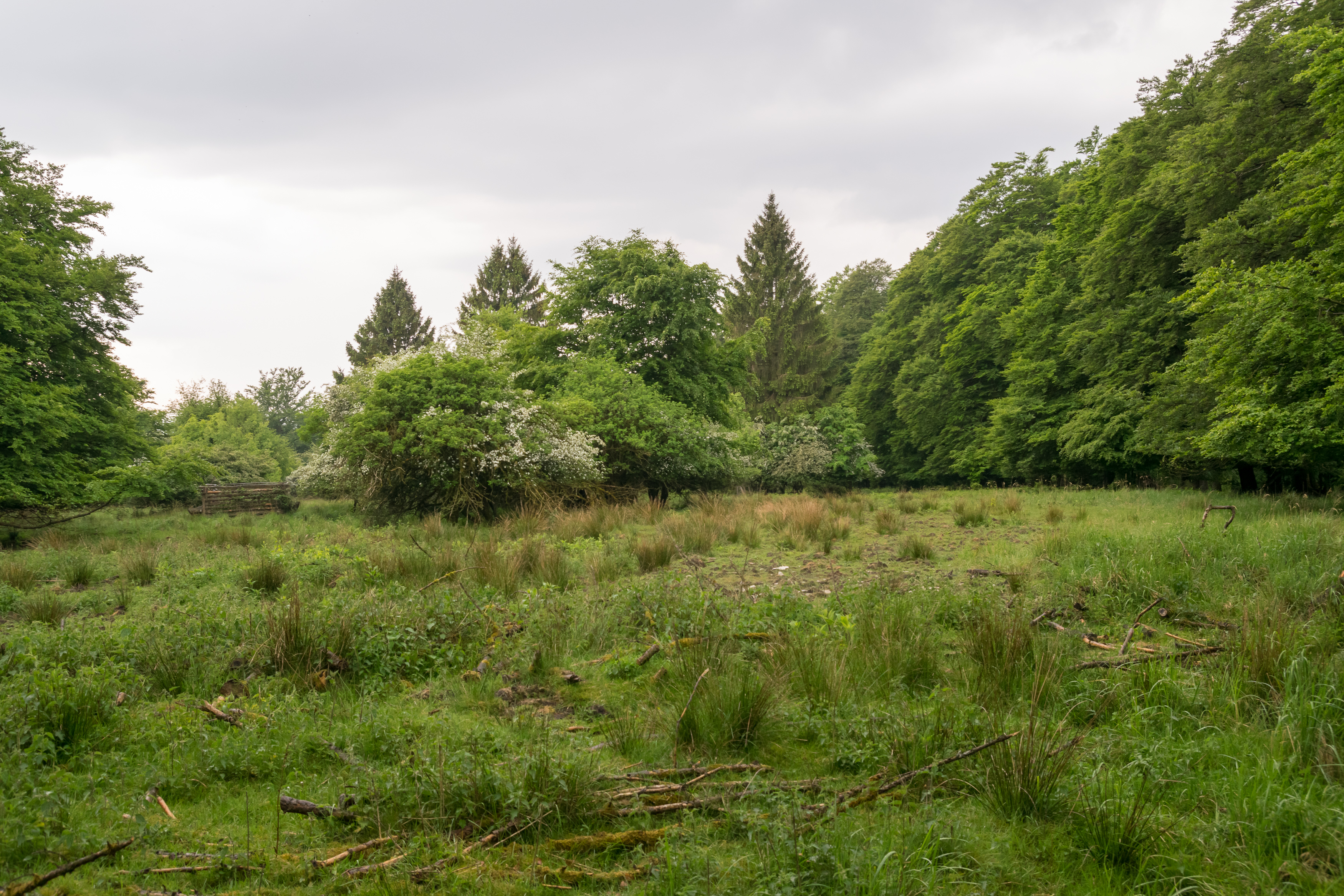
Winnfeld im Mai 2016

Winnfeld, früher Wintfeld, heißt ein Flurstück bei der Falkenburg der Edelherren zur Lippe nahe Berlebeck bei Detmold. Es wird von Autoren seit dem 16. Jahrhundert für den Schauplatz der Varusschlacht gehalten.
Im 16. Jahrhundert wurde auf den Ebenen des Winnfelds Landwirtschaft betrieben, im 18. Jahrhundert weideten hier die Senner Pferde. Bis in das frühe 20. Jahrhundert war das Winnfeld ein Jagdgrund der lippischen Fürsten, dessen Wege durch Fichtenalleen gesäumt waren.